# Stadium Arcadium
Stadium Arcadium е девети студиен албум на американската фънк рок група Ред Хот Чили Пепърс, издаден на 5 май 2006. Албумът е първият двоен албум на групата. Stadium Arcadium също така е и първият албум на Ред Хот Чили Пепърс оглавил класацията на Billboard за продажби. От албума са издадени пет сингъла – „Dani California“, „Tell Me Baby“, „Snow ((Hey Oh))“, „Hump de Bump“ за Северна Америка и „Desecration Smile“ за Европа.
Албумът е одобряван от критиката заради обобщеното звучене на предишните успешни периоди на групата. На 9 февруари 2007 Ред Хот Чили Пепърс печелят 6 статуетки Грами за най-добър рок албум, най-добра рок песен (Dani California), най-добро рок изпълнение от дуо или група (Dani California), най-добра опаковка и екстри, за най-добър продуцент (Рик Рубин) и най-добър видеоклип (Dani California).

## Предистория
След издаването на By the Way, Ред Хот Чили Пепърс тръгват на световно турне два месеца преди издаването му на 13 април 2002, като цел през първия етап от него е промоция на новия продукт на групата. Последван от успеха на предишния албум на групата, Californication, Ред Хот Чили Пепърс са на върха на популярността си, почивайки само няколко месеца по време на записите на By the Way. Турнето обхваща Северна и Южна Америка, Европа, Азия и Океания, общо 179 концерта, подгрявани от изпълнители като The Mars Volta, Фу Файтърс, Queens of the Stone Age, N.E.R.D. и др. Изпълнението от 23 август 2003 в Слейн, Ирландия е документирано изцяло, с изключение на песента „Soul to Squeeze“ когато Джон Фрушанте къса струна, издадено като концертно DVD Live at Slane Castle на 17 ноември 2003. Това е второ по рода си DVD на групата, като първото е Off the Map, издадено през 2001. Междувременно на 18 ноември 2003 Ред Хот Чили Пепърс издават компилацията Greatest Hits, записвайки 2 нови песни към албума, „Fortune Faded“ и „Save the Population“. Турнето завършва на 24 октомври 2004 оттам където е тръгнало 2 години по-рано, в родния щат на групата – Калифорния.

## Запис
В края на 2004 година Ред Хот Чили Пепърс се събират отново за пети пореден път с продуцента Рик Рубин. За място на записите групата избира имението The Mansion, където е записан пробивният албум на Ред Хот Чили Пепърс, Blood Sugar Sex Magik през лятото на 1991. Рик Рубин купува имението няколко години след това. Една от причините за промяна на обстановката е, че Cello Studios, където групата записва предишните два албума затваря врати. Като начало групата влиза в студио с идеята да запише албум със звучене подобно на Бийтълс, с минимален брой песни. В края на записния процес, Рик Рубин и групата разполагат с 38 песни, които планират да издадат в 3 части през 6 месеца. В крайна сметка Ред Хот Чили Пепърс се спират на идеята албумът да бъде издаден като двоен. След редакция броят на песните пада до 28, като останалите 10 са издадени като B-side към синглите. Самият процес на намаляване на бройката по думите на Антъни Кийдис е болезнен като „рязане на пръстите“, тъй като групата харесва всички записани песни. Записният процес е един от най-сплотените, като доста парчета напомнят за ранния фънк в кариерата на Ред Хот Чили Пепърс.
През уикендите Флий остава в имението, което ползва като свой дом. Джон Фрушанте за първи път от Mother's Milk насам удвоява, по собствено желание, китарните писти имайки предвид същия ефект приложен в албума Master of Reality на Блек Сабат. За вдъхновение за стила на свирене, Джон прибягва до звучене подобно на Джими Хендрикс, Стив Вай и Франк Запа, оставяйки на заден план минималистичния стил от албума By the Way. По думите му, най-голямо влияние върху стила му в записите има албумът от 1968, Electric Ladyland на Джими Хендрикс Експириънс. Друга разлика на албума с By the Way и Californication е желанието на Джон да свири дълги китарни сола, множество от които са плод на импровизация в студиото. Амплитудният модулатор, който намира приложение в соловия албум на Джон от 2004, Shadows Collide With People намира място и в Stadium Arcadium, но липсата му в изпълненията на живо кара групата да промени аранжимента на песните, за да не звучат толкова празни без модулатора. Записите на Stadium Arcadium бележат и най-голямата бройка музиканти, които са участвали в албум на Ред Хот Чили Пепърс. Китаристът на The Mars Volta, Омар Родригес-Лопес свири китарното соло в песента „Especially in Michigan“, а Били Престън известен като петия Бийтъл, свири клавинет в песента „Warlocks“. Въпреки че болестта на Престън по това време вече е в напреднал стадий, разбирайки за предложението на Ред Хот Чили Пепърс той става от леглото, записва своята част, след което се връща обратно в него. Умира на 6 юни 2006, месец след издаването на Stadium Arcadium. В албума настъпва развръзката на съдбата на героинята Дани, която е обект на интерес в текстовете на Кийдис от Californication и By the Way.

## Приемане
Stadium Arcadium е издаден на 5 май 2006, дебютирайки на челна позиция в 14 страни и достигайки първо място в общо 17. В световен мащаб успява да продаде над 7 милиона копия. В САЩ, 9 месеца след издаването си, албумът е обявен за двойно платинен след като продажбите надхвърлят 4 000 000. От албума са издадени пет сингъла – „Dani California“, „Tell Me Baby“, „Snow ((Hey Oh))“, „Hump de Bump“ за Северна Америка и „Desecration Smile“ за Европа.
Stadium Arcadium е приет с позитивно мнение от критиката, като списание Ролинг Стоун нарежда албума до най-добрите на групата с рейтинг 4/5. Също така списанието обявява Stadium Arcadium за втори най-добър албум на годината след Modern Times на Боб Дилън. Списание Q обявява албума за най-добър на 2006, докато AllMusicGuide дава 3.5/5 заради продуцирането и комерсиализма му. 

### Диск Jupiter
1. „Dani California“ – 4:42
2. „Snow ((Hey Oh))“ – 5:34
3. „Charlie“ – 4:37
4. „Stadium Arcadium“ – 5:15
5. „Hump de Bump“ – 3:33
6. „She’s Only 18“ – 3:25
7. „Slow Cheetah“ – 5:19
8. „Torture Me“ – 3:44
9. „Strip My Mind“ – 4:19
10. „Especially in Michigan“ – 4:00
11. „Warlocks“ – 3:25
12. „C’mon Girl“ – 5:09
13. „Wet Sand“ – 5:39
14. „Hey“ – 5:39

### Диск Mars
1. „Desecration Smile“ – 5:02
2. „Tell Me Baby“ – 4:07
3. „Hard to Concentrate“ – 4:02
4. „21st Century“ – 4:22
5. „She Looks to Me“ – 4:06
6. „Readymade“ – 4:30
7. „If“ – 2:52
8. „Make You Feel Better“ – 3:52
9. „Animal Bar“ – 5:26
10. „So Much I“ – 3:44
11. „Storm in a Teacup“ – 3:45
12. „We Believe“ – 3:36
13. „Turn it Again“ – 6:06
14. „Death of a Martian“ – 4:24

## Състав
- Антъни Кийдис – вокали
- Джон Фрушанте – китара, беквокали, клавишни, синтезатор
- Флий – бас китара, тромпет
- Чад Смит – барабани, перкусии
- Рик Рубин – продуцент
- Владимир Мелър – мастъринг
- Стив Хофмън – мастъринг
- Шейн Джаксън – асистент фотограф
- Андрю Шепс – миксиране и аудио инженеринг
- Гус Ван Зант – арт директор

### Допълнителни музиканти
- Натали Барбър, Алексис Изенщарк, Спенсър Изенщарк, Мелиса Хофмън, Дилън Лърнър, Кайл Лърнър, Габриел Мосби, Моник Мосби, София Мосби, Изабела Шмелев, Лендън Стармън, Уайът Щаркмън – беквокали в „We Believe“
- Майкъл Болгър – тромбон в „Turn it Again“
- Лени Кастро – перкусии
- Паулиньо да Коща – перкусии
- Ричард Дод – виолончело в „She Looks to Me“
- Емили Кокъл – припев в „Desecration Smile“
- Били Престън – клавинет в „Warlocks“
- Омар Родригес-Лопес – китарно соло в „Especially in Michigan“
- Брад Уорнаар – валдхорна в „Stadium Arcadium“